# Вулиця Сергія Єфремова (Дніпро)
Вулиця Сергія Єфремова — вулиця у Нагірному історичному районі Соборного адміністративного району Дніпра. Починається від проспекту Яворницького й тягнеться на північний схід до площі Шевченка, вулиці Мусліма Магомаєва й кінця вулиці Вернадського, утворюючи перехрестя з провулком Євгена Коновальця. Прилучаються вулиця Івана Акінфієва та Крутогірний узвіз. Довжина — 800 метрів.

## Історія

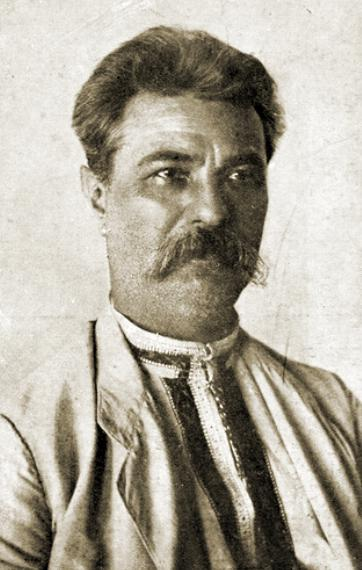
Сергій Єфремов (Охрименко)

Створення вулиці було вперше запропоноване на плані Катеринослава архітектором Іваном Старовим та затверджене 22 березня 1790 року. У 1790-1792 роках, за розпорядженням князя Г. О. Потьомкіна, тут було споруджено комплекс мурованих житлових будинків з усіма службами. Цей комплекс надовго став єдиним нагадуванням про заплановану вулицю. Хоча планами міста 1817 та 1834 років первісне планування вулиці було суттєво змінено, але проєктні пропозиції в обох планах було ув'язано з «Потьомкінськими будинками». Забудова вулиці розпочалася наприкінці 1840–на початку 1850-х років. У 1860–1870-х роках вулиці було присвоєно назву «Потьомкінська». Присвоєння назви, імовірно, пов'язане із збереженими на ній старими будинками. Можливо також, що на її назву вплинуло і те, що вона виходила до Потьомкінського саду. Вулиця була цілком забудована по всій довжині лише на початку 1890-х років. 
1922 року вулицю було перейменовано на «Ворошилівську вулицю», і лише від 1956 року — вулиця Ворошилова, на честь радянського державного і партійного діяча Климента Ворошилова. 1958 року вулицю перейменовано на «40-річчя Жовтня». 1969 року, вже по смерті К. Є. Ворошилова, вулиці було повторно присвоєно його ім'я. 
На дотримання вимог Закону України «Про засудження комуністичного та націонал-соціалістичного (нацистського) тоталітарного режимів та заборону пропаганди їхньої символіки» та розпорядженням міського голови № 897-р від 26 листопада 2015 року вулицю Ворошилова перейменовано на вулицю Сергія Єфремова, на честь 1-го міністра закордонних справ УНР, віце-президента ВУАН, батька української журналістики, жертви сталінських репресій Сергія Єфремова (Охрименка).

## Забудова
- № 3а — міське відділення поштового зв'язку № 9 АТ «Укрпошта»;
- № 4 — номенклатурний висотний житловий будинок зведений у другій половині 1980-х років, де мешкали Валерій Пустовойтенко та Павло Лазаренко;
- № 9 — Дніпровська обласна дитяча бібліотека. Садиба внесена до реєстру пам'яток архітектури;
- № 13 — радянський номенклатурний багатоквартирний будинок вищого керівництва, що мав міліційну постову охорону;
- № 21 — Управління інформаційно-аналітичного забезпечення Управління МВС у Дніпропетровській області;
- № 22 — 15-поверховий елітний ЖК «Епоха»;
- № 24 — елітний ЖК «Park Residence»;
- № 25 — старий корпус Дніпровського державного аграрно-економічного університету.

## Світлини

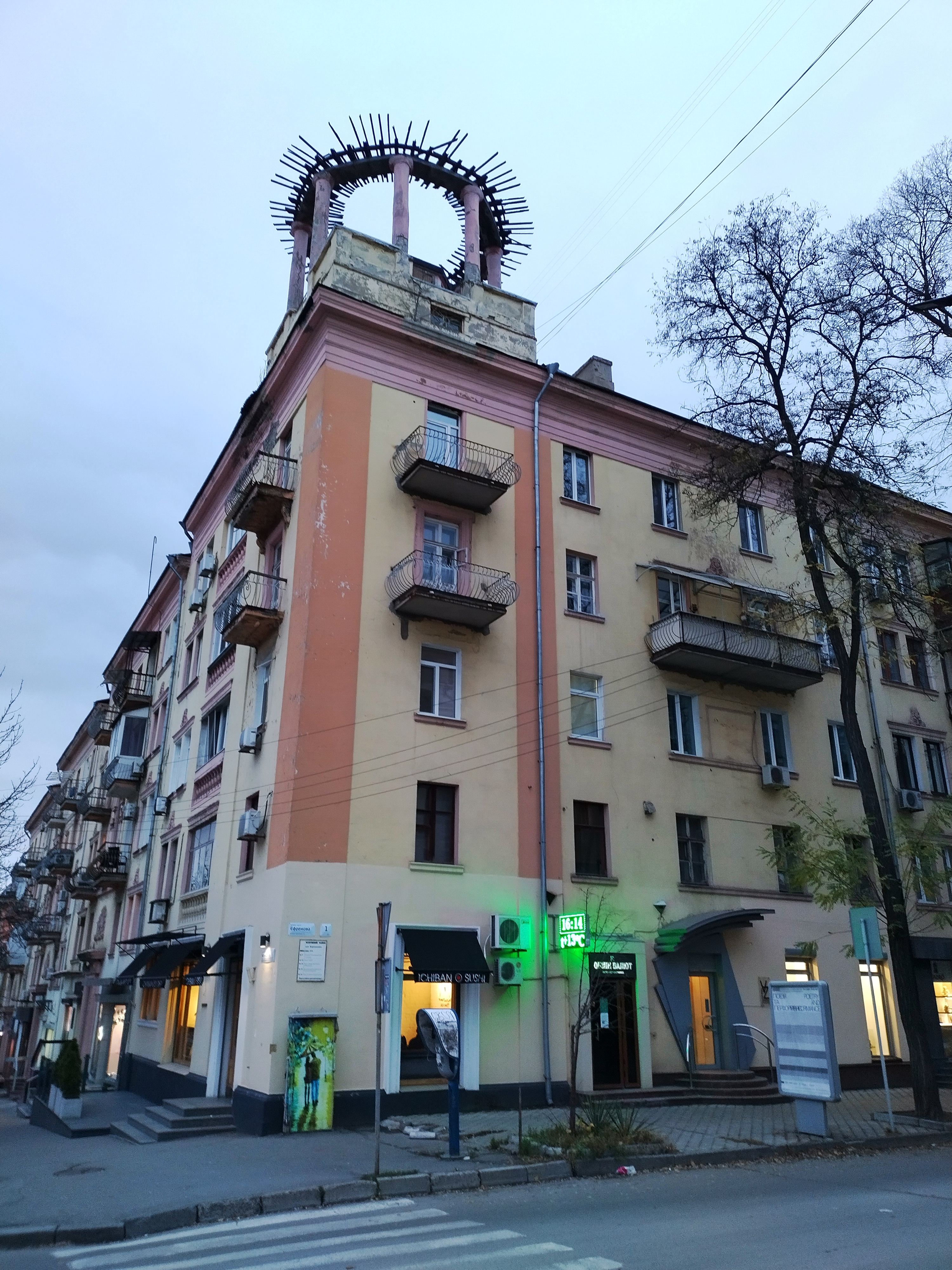
Житловий будинок (вулиця Сергія Єфремова, 1)
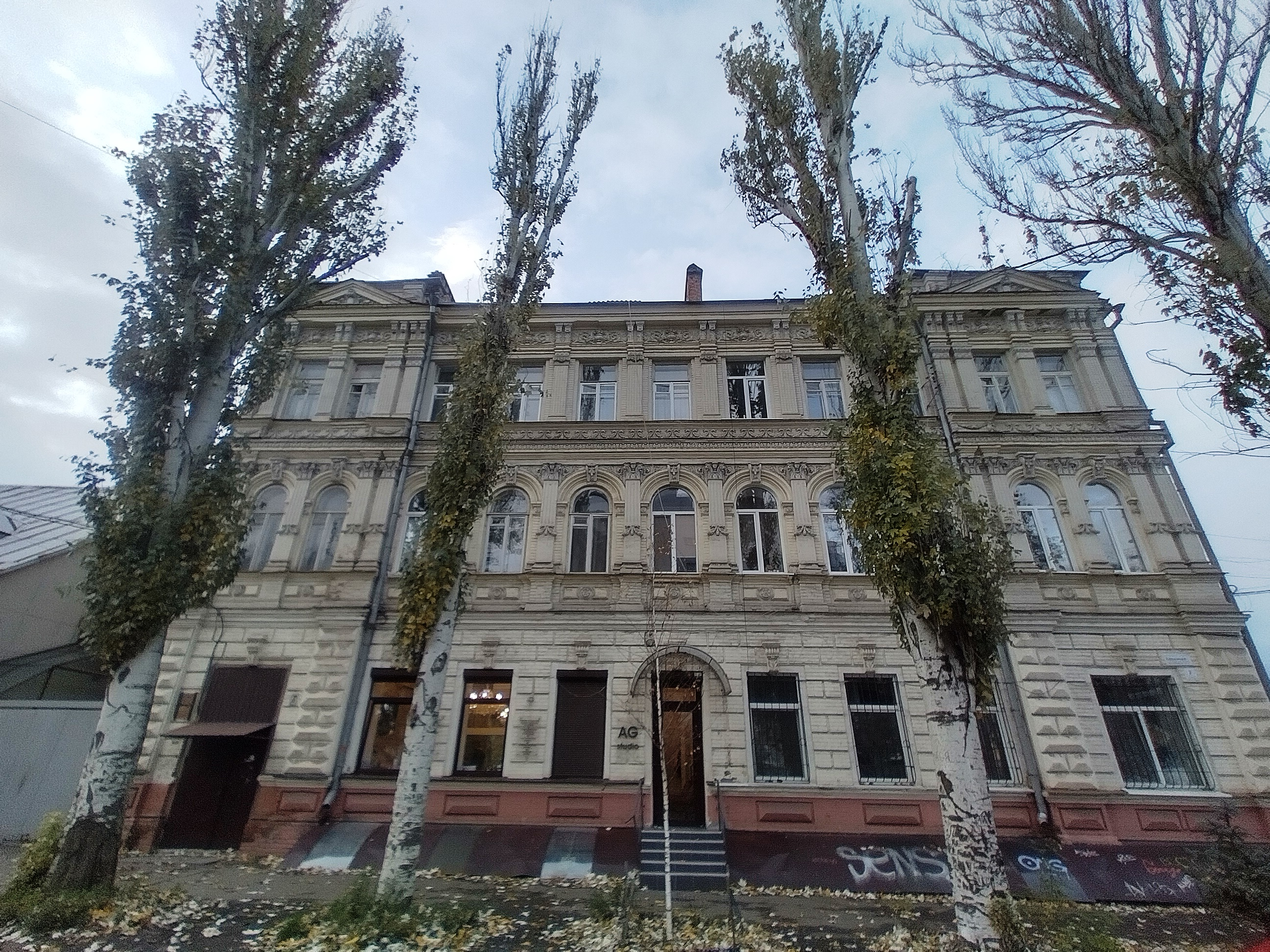
Житловий будинок (вулиця Сергія Єфремова, 7)
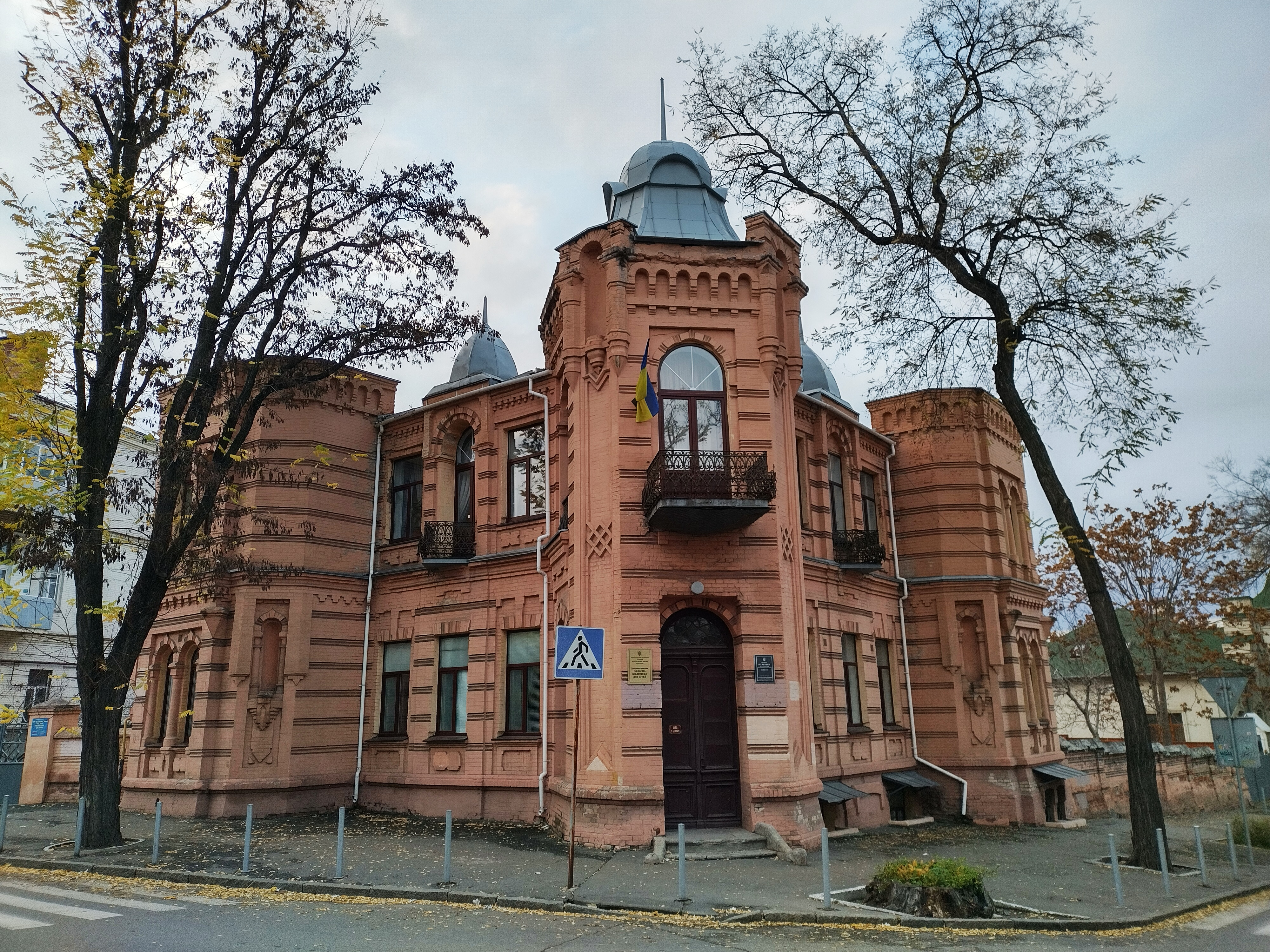
Дніпропетровська обласна бібліотека для дітей (вулиця Сергія Єфремова, 9)
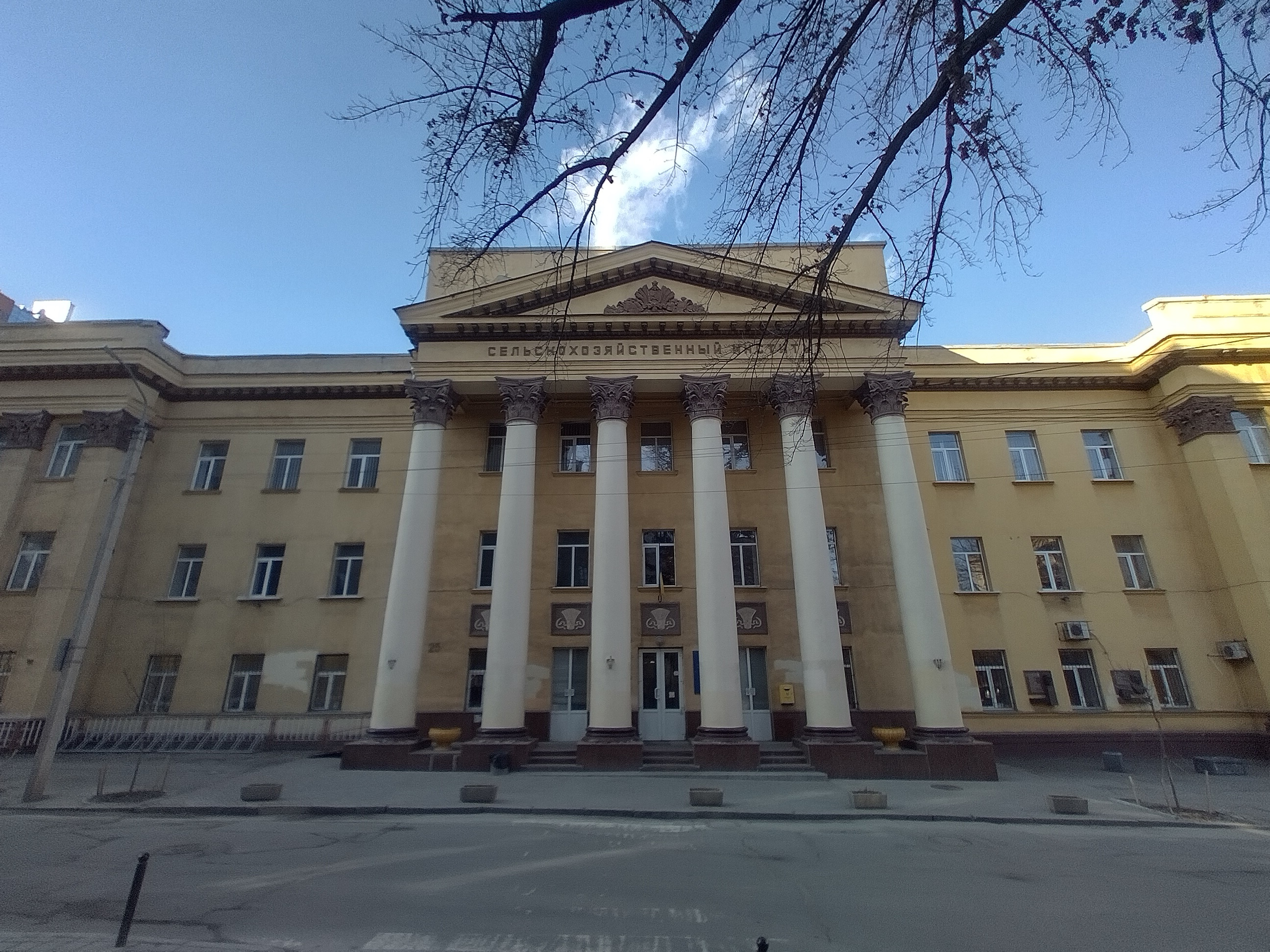
Старий корпус Дніпровського державного аграрно-економічного університету (вулиця Сергія Єфремова, 25)